# 布拉迪斯拉发经济大学
布拉迪斯拉发经济大学 是斯洛伐克最古老的商科大学，位于首都布拉迪斯拉发。

## 历史
布拉迪斯拉发经济大学成立于1940年，当时是一所私立大学，称为布拉迪斯拉发商学院（Vysoká obchodná škola v Bratislave），为因德占波希米亚和摩拉维亚保护国高校关闭而为斯洛伐克学生提供服务。1945年，大学被国有化，并更名为斯洛伐克商学院（Slovenská vysoká škola obchodná），于1949年更名为商业经济学院（Vysoká škola hospodárskych vied），并于1952年再次更名为经济学院（Vysoká škola ekonomická）。自1992年，更名为布拉迪斯拉发经济大学。

## 学院
- 国民经济学院
- 商学院
- 经济信息学院
- 工商管理学院
- 国际关系学院
- 应用语言学院
- 工商管理学院（位于科希策）